# Beabadoobee
Beatrice Kristi Ilejay Laus (Iloílo, 3 de junio de 2000), conocida artísticamente como Beabadoobee, es una cantante y compositora filipino-británica. Desde 2018, ha lanzado 6 EP y 3 álbumes  bajo el sello discográfico Dirty Hit. A partir de enero de 2024, cuenta con más de 3 mil millones de streams acumulativos en Spotify.
Fue nominada para el Rising Star Award en los Premios Brit Awards 2020, también fue enlistada en una encuesta anual de críticos musicales de la BBC, Sound of 2019. Bedroom pop

## Biografía:

### Primeros años
Kristi nació el 3 de junio del 2000 en Iloílo, Filipinas y se mudó a Londres con sus padres a la edad de 3 años.
Creció en el oeste de Londres escuchando OPM (música original de Pinoy), así como música pop y rock de los años 80. Mientras era una adolescente, escuchaba Indie rock incluyendo a Karen O, Yeah Yeah Yeahs, Florist y Alex G.
Asistió a la Sacred Heart High School para su educación secundaria y a la Academia Hammersmith para su educación "sixth form".
Kristi pasó siete años aprendiendo a tocar el violín antes de conseguir su primera guitarra de segunda mano, que aprendió a tocar viendo tutoriales en YouTube. Después se inspiró en Kimya Dawson y en la banda sonora de Juno para empezar a hacer música.

### 2017-2019:Lice,Patched Up,LovewormySpace Cadet
La primera canción que Bea escribió con su guitarra fue "Coffee", que obtuvo más de 300,000 visualizaciones en YouTube,
así como la atención de Dirty Hit Records.
Esto fue seguido por el lanzamiento de su EP debut "Lice" en marzo de 2018 y su segundo EP "Patched Up" en diciembre del mismo año.
En enero de 2019, Kristi fue colocada con Billie Eilish en la lista "Nuevos Artistas Essentiales para 2019" de NME.
A principios de 2019, Kristi lanzó su tercer EP, "Loveworm" y en julio de 2019 lanzó una versión acústica del EP titulada "Loveworm (Bedroom Sessions)".
A partir de agosto de 2019, había alcanzado más de 36 millones de streams en Spotify según "The Prelude Press".
En septiembre de 2019, comenzó su primera gira apoyando a Clairo en su Immunity Tour.
En octubre de 2019 lanzó su cuarto EP, "Space Cadet". El EP incluye canciones como "She Plays Bass", "I Wish I Was Stephen Malkmus" y la pista del título.
Beabadoobee fue nominada para el premio Rising Star en los Premios Brit 2020, un premio anteriormente coronado por nombres como Adele, Florence and the Machine, Ellie Goulding y Sam Smith.
En febrero de 2019, una muestra de su canción "Coffee" fue usada en el sencillo de Powfu, "Death Bed". Un año después, la canción se convirtió en un éxito durmiente después de hacerse viral en la aplicación TikTok. La canción alcanzó el top 20 en numerosas regiones, incluyendo Australia, Italia, Nueva Zelanda y el Reino Unido.
En noviembre de 2019, Kristi lanzó un par de Spotify singles, uno de los cover fue "Don't You (Forget About Me)" de Simple Minds, así como una versión de "She Plays Bass" grabada por Abbey Road Studios en Londres.
En diciembre de 2019, Kristi fue listada en la encuesta anual de la BBC de críticos musicales, Sound of 2020.

### 2020:Fake It Flowers
En febrero de 2020, Kristi actuó en los premios NME 2020 después de ganar el premio Radar.
En abril de 2020, la canción "Death Bed" entró en el Top 10 en Reino Unido, Finlandia, Irlanda, Nueva Zelanda, así como Australia, donde fue certificado Platino.
Kristi se está preparando para lanzar su primer álbum este año.
Una muestra del sencillo debut de Beabadoobee en 2017, "Coffee", se utilizó en el sencillo de 2020 del rapero canadiense Powfu, "Death Bed (Coffee for Your Head)".
Beabadoobee anunció su primer álbum de estudio, Fake It Flowers, y lanzó su sencillo principal "Care" el 14 de julio de 2020. A principios de agosto de 2020, lanzó el segundo sencillo del álbum, "Sorry", y reveló la lista de canciones del álbum, la portada y fecha de lanzamiento oficial. Beabadoobee lanzó "Worth It" como el tercer sencillo, "How Was Your Day?" como el cuarto single, y "Together" como el quinto y último single de Fake It Flowers. El álbum fue lanzado el 16 de octubre de 2020 con elogios de la crítica y debutó en el número 8 en la lista de álbumes del Reino Unido, además de alcanzar su punto máximo en los Estados Unidos, Australia, Irlanda, Japón y Escocia. Según las ventas en los Estados Unidos, Billboard clasificó a Beabadoobee como el Mejor Artista de New Rock de 2020. En 2021, Beabadoobee se embarcará en una gira como cabeza de cartel por el Reino Unido e Irlanda para apoyar el álbum.

### 2021:Our Extended Play
En junio de 2021, Kristi saco su tercer EP de estudio "Our Extended Play" el álbum contó con 4 canciones y con la anterior sacada "Last Day On Earth", la cual Kristi compuso con ayuda de Matty Healy y George Daniel de The 1975.

### 2022-presente:BeatopiayGlue Song
El 15 de julio de 2022, Kristi saco su segundo álbum de estudio completo "Beatopia" el cual hace parodia al mundo imaginario que Kristi se inventó de pequeña y que comento que "Utilizaba para escaparse a su propio mundo", el álbum cuenta con 13 canciones y una colaboración con PinkPantheress en "tinkerbell is overrated". De las anteriores ya sacadas, cuenta con "Talk", "See you Soon", "Lovesong" y "10:36".
Es hasta fecha de hoy la mayor obra de la artista.
En febrero de 2023, Kristi empezó a subir teasers con una versión de estudio de una de sus canciones sin sacar "Glue Song", la joven anuncio seguidamente que la sacaría el día 14 de febrero para celebrar con ella el Día de San Valentín junto a su novio, la canción ha aparecido en 3 charts, estos siendo; UK Singles Top 75, manteniendo la canción por 3 semanas en la número 38, Irland Singles Top 100, manteniendo la canción por 2 semanas en la número 56 y en la Canada Singles Top 100, manteniendo la canción por 2 semanas en la número 75.
Aun así, la canción lleva siendo Trending topic en redes sociales desde su salida.

## Influencias
Kristi ha citado a Elliott Smith, The Moldy Peaches, Pavement, Mazzy Star, The Beatles, Simon and Garfunkel, Deftones, Daniel Johnston y Miki Berenyi como sus influencias musicales.
Khalid, Jaden Smith y Matty Healy de The 1975 se han nombrado como fans de Beabadoobee.

## Vida personal
Lau se identifica como bisexual.

## Tours

### Encabezando
- Fake It Flowers Tour (2021)
- US Tour 2022 (2022)
- Beatopia Tour (2022)
- Europe Tour 2023 (2023)
- US Summer Tour (2023)

### Apoyando
- Clairo – Immunity Tour (2019)
- The 1975 – Music for Cars Tour (2020)[27]
- The 1975 – Notes on a Conditional Form Tour (2020)[28]
- Taylor Swift – The Eras Tour (2023 - 2023)

## Premios y nominaciones
| Año  | Organización          | Premio                     | Result    | Ref.   |
| ---- | --------------------- | -------------------------- | --------- | ------ |
| 2019 | NME                   | The NME 100                | Incluida  | [ 9 ]  |
| 2019 | UK Music Video Awards | Best Rock Video - Newcomer | Nominada  | [ 29 ] |
| 2019 | Amazon Music          | Ones to Watch 2020         | Incluida  | [ 30 ] |
| 2019 | DIY                   | Class of 2020              | Incluida  | [ 31 ] |
| 2019 | Dork                  | Hype List 2020             | Incluida  | [ 32 ] |
| 2020 | Brit Awards           | Rising Star                | Nominada  | [ 17 ] |
| 2020 | BBC                   | Sound of 2020              | Enlistada | [ 21 ] |
| 2020 | NME Awards            | Radar Award                | Ganadora  | [ 33 ] |

## Discografía

### Álbumes
- 2020: "Fake It Flowers"
- 2022: "Beatopia"
- 2024  "This is How Tomorrow Moves"

| Año  | Título                       | Álbum             |
| ---- | ---------------------------- | ----------------- |
| 2017 | Coffe                        | -                 |
| 2017 | The Moon Song                | -                 |
| 2018 | Susie May                    | -                 |
| 2019 | She plays bass               | Space Cadet       |
| 2019 | I Wish I Was Stephen Malkmus | Space Cadet       |
| 2020 | Care                         | Fake It Flowers   |
| 2020 | Sorry                        | Fake It Flowers   |
| 2020 | Worth It                     | Fake It Flowers   |
| 2020 | How Was Your Day?            | Fake It Flowers   |
| 2020 | Together                     | Fake It Flowers   |
| 2020 | Winter Wonderland            | -                 |
| 2021 | Last Day On Earth            | Our Extended Play |
| 2022 | Talk                         | Beatopia          |
| 2022 | See You Soon                 | Beatopia          |
| 2022 | Lovesong                     | Beatopia          |
| 2022 | 10:36                        | Beatopia          |
| 2023 | Glue Song                    | -                 |

| Año  | Título                      |
| ---- | --------------------------- |
| 2018 | Lice                        |
| 2018 | Patched Up                  |
| 2019 | Space Cade                  |
| 2019 | Loveworm                    |
| 2019 | Loveworm (Bedroom sessions) |
| 2021 | Our Extended Play           |

Posiciones en Charts
| Año  | Título                                                         | Posiciones | Posiciones | Posiciones | Posiciones | Posiciones | Posiciones | Posiciones | Posiciones | Posiciones | Posiciones | Certificaciones                            | Álbum      |
| Año  | Título                                                         | UK         | AUS        | CAN        | FIN        | IRE        | NL         | NOR        | NZ         | SWE        | US         | Certificaciones                            | Álbum      |
| ---- | -------------------------------------------------------------- | ---------- | ---------- | ---------- | ---------- | ---------- | ---------- | ---------- | ---------- | ---------- | ---------- | ------------------------------------------ | ---------- |
| 2020 | Death Bed (Coffee for Your Head) (Powfu featuring Beabadoobee) | 4          | 5          | 11         | 9          | 7          | 12         | 14         | 5          | 15         | 26         | - ARIA: Platinum - RMNZ: Gold - RIAA: Gold | —Sin Álbum |